# Weißfrauenkloster Aachen

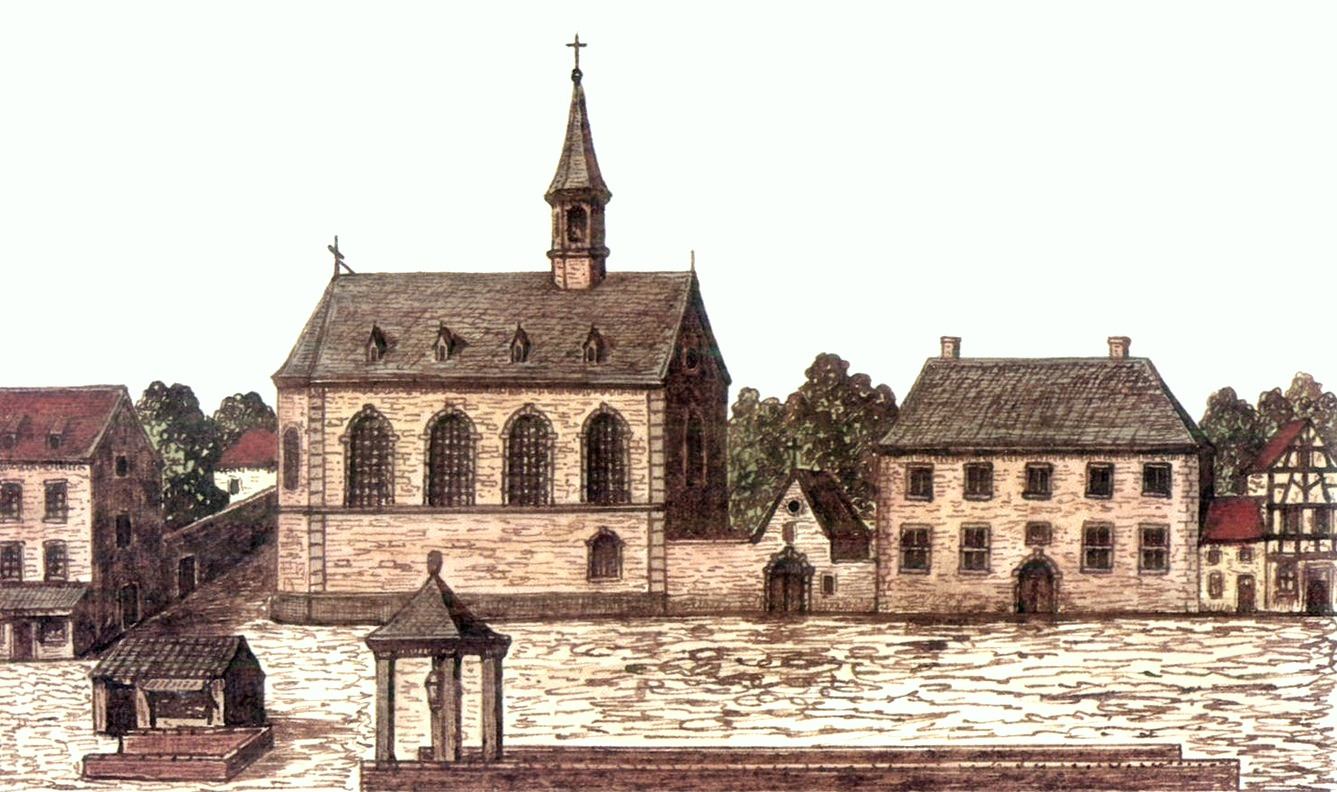
Weißfrauenkloster im 17. Jhdt.

Das Weißfrauenkloster Aachen war eine Niederlassung der Magdalenerinnen in Aachen, die nach ihrem weißen Habit auch Weißfrauen genannt wurden. Es lag in der Jakobstraße, wurde Mitte des 13. Jahrhunderts gegründet und im Jahr 1729 vom Orden aufgegeben. Anschließend übernahmen die Cölestinerinnen aus Düsseldorf die Klosteranlage und gingen dort bis zur Säkularisation im Jahr 1802 ihrer Tätigkeit nach. Nach anschließenden Zwischenlösungen erwarb 1848 der neue Orden der Schwestern vom armen Kinde Jesus das Klostergelände und richtete dort einen neuen Klosterkomplex ein.

## Geschichte
Der Magdalenerinnen-Orden entstand im deutschen Sprachgebiet um das Jahr 1230 und gilt als der älteste Frauenorden der katholischen Kirche. Er betreute in Form eines gemeinsamen klösterlichen Lebens bußbereite Prostituierte und gefährdete Frauen sowie „gefallene Mädchen“.
Mitte des 13. Jahrhunderts kamen Ordensfrauen nach Aachen und richteten auf einem von einflussreichen Stiftern der örtlichen Patrizierfamilien an sie übertragenen Gelände zwischen der Jakobstraße und der Bendelstraße eine neue Niederlassung ein. Neben einem Unterkunftsgebäude wurde eine kleine Kapelle errichtet, die in einer Urkunde vom 10. Februar 1245 erstmals als „ecclesia sancte Marie Magdalene de Aquis“ (Kirche der heiligen Maria Magdalena von Aachen) erwähnt wurde. Sie unterstand dem Aachener Stiftspropst und ein Vikar des Marienstiftes Aachen versah dort den Gottesdienst. Im Wechsel vom 13. zum 14. Jahrhundert wurde die Niederlassung umgebildet und es wurden fortan auch unbescholtene, zumeist adelige Jungfrauen, aufgenommen. Vor dem Kloster befand sich am Ufer des Paubaches in der Jakobstraße das Sühnedenkmal für den wehrhaften Schmied, das an die Erschlagung des Grafen Wilhelm IV. von Jülich und seine drei Söhne erinnerte, und in dem eine Ewige Lampe brannte. Diese wurde später, als das alte Denkmal baufällig wurde, in die Kirche des Weißfrauenklosters gebracht, wo sich bereits einer von vier Altären befand, die die Stadt für die Seelenruhe der Erschlagenen hatte stiften müssen.
Quellen weisen darauf hin, dass es Anfang des 15. Jahrhunderts wegen Brandschäden am Kloster zu ersten Neu- und Anbauten gekommen war und der Aachener Chronist Johann Nopp erwähnte ebenfalls eine erneute Wiederherstellung des Klosters und der Kirche kurz vor dem Jahr 1632. Zum Kloster gehörten darüber hinaus noch Anteile an diversen Ländereien sowie eine Melkerei im Jakobsviertel.
Eine neuerliche völlige Zerstörung der Klosteranlage bewirkte der große Stadtbrand von Aachen vom 2. Mai 1656. Da sowohl dem Orden als auch der Stadt durch die zahlreichen Wiederaufbaukosten das Geld fehlte, konnte erst 1668 mit Hilfe von zumeist einflussreichen Privatförderern und Bereitstellung von kostenlosem Baumaterial mit dem kompletten Neubau sowie einem Zusatzbau im Bereich der Bendelstraße begonnen werden, was folglich die dritte Ausführung der Klosterbauten war. Am 31. Juli 1687 wurde die Klosterkirche durch den Weihbischof des Bistums Lüttich, Jean Antoine Blavier, erneut eingeweiht. 
Die Geldsorgen des Klosters blieben jedoch auch in der Folgezeit bestehen und es kam innerhalb der Klostergemeinschaft zudem zu inneren Streitigkeiten, die einen allmählichen Niedergang der Niederlassung bewirkten. Die Zahl der Nonnen ging kontinuierlich zurück und verringerte sich Anfang des 18. Jahrhunderts auf nur noch fünf und später auf zwei Personen. Um dem damit einhergehenden baulichen Verfall des Klosters vorzubeugen, boten sie im Jahr 1721 ihr Kloster den finanziell gesünderen Düsseldorfer Cölisterinnen zur Einrichtung eines Filialkonvents an. Anfänglicher Protest seitens des Aachener Stadtrates verzögerte aber diese Übernahme, die daraufhin erst unter Vorbehalt nach Vermittlung des Abtes Nikolaus Heyendal am 6. September 1729 stattfinden konnte. Ein weiterer Streit zwischen den neuen Klosternutzern und der Stadt entstand durch den Ausverkauf mehrerer, den Magdalenerinnen vormals gespendeten Kunstwerken sowie der Kirchenorgel, der erst durch einen Vergleich vom 15. Oktober 1738 zugunsten der Cölesterinnen beigelegt werden konnte. Nun wurde die offizielle Übernahme vollzogen, indem alle Schwestern einen Tag vorher in die Abtei Burtscheid einquartiert wurden, von wo aus sie am nächsten Morgen in einer feierlichen Kutschenkolonne unter Glockengeläut nach Aachen fuhren und ihr Kloster förmlich bezogen.  

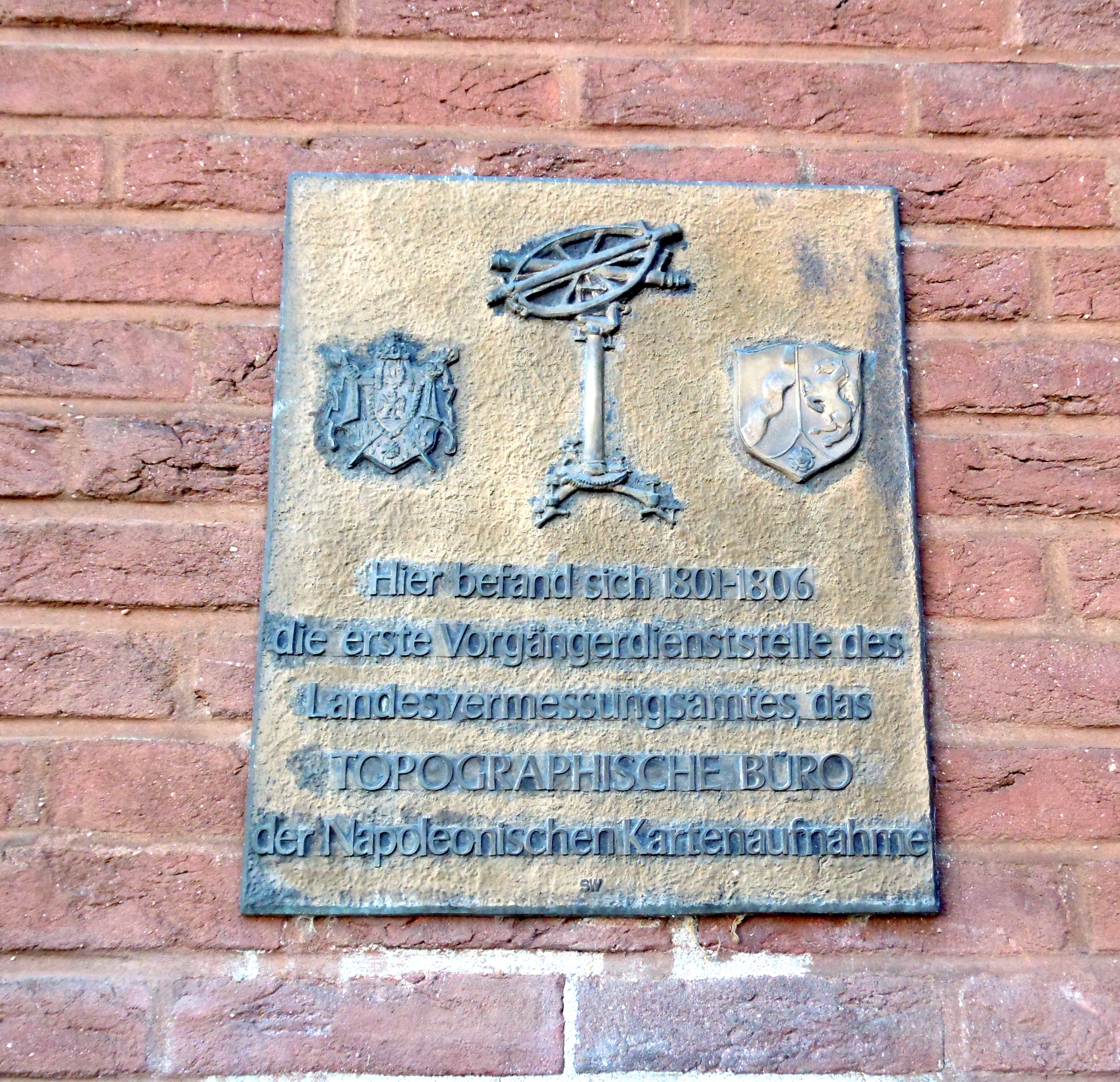
Topographisches Büro der Napoleonischen Kartenaufnahme

Nach dem Einmarsch der Franzosen im Jahr 1794 wurde 1802 das ehemalige Weißfrauen- und nunmehrige Cölesterinnenkloster säkularisiert. Anschließend zog in dem Gebäude die Vorgängerdienststelle des Landesvermessungsamtes, das topographische Büro der Napoleonischen Kartenaufnahme ein. Fünf Jahre später erwarb der Aachener Tuchfabrikant Ignaz van Houtem die Gebäude als Räume für sein Wollmagazin, der sie im Jahr 1848 dem neu gegründeten Orden der Schwestern vom armen Kinde Jesus überschrieb. Diese ließen die alten Klostergebäude niederreißen und auf deren Gelände den Neubau der heutigen Kind-Jesu-Kapelle als Anbau zum von ihnen ebenfalls erworbenen benachbarten Dominikanerkloster Aachen errichten. Die drei Altäre wurden abgenommen, wobei der Hauptaltar mit dem Bilde Mariä Verkündigung und den großen Statuen des hl. Augustinus und der hl. Maria Magdalena der alten Dominikanerkirche St. Paul übergeben wurde und die beiden Seitenaltäre in die Pfarrkirche St. Michael kamen. An das alte Weißfrauenkloster erinnert lediglich eine in die Südmauer eingelassene Rundbogentür, auf deren Schlussstein das Wappen des Aachener Schöffengeschlechts von Hartman sowie die Jahreszahl 1691 ausgehauen ist. Ebenso fand sich bei Grabungsarbeiten eine Grabplatte der im Kloster begrabenen Elisabeth von Woestenrath, die in die Mauer des Kreuzgangs eingelassen wurde.
Erst 1848 entstand in Aachen mit dem von den Schwestern vom Guten Hirten erbauten Kloster vom Guten Hirten eine neue Institution, die sich mit dem Problem der „Gefallenen und schwer erziehbaren Mädchen“ beschäftigte und in der gemäß den Vorgaben aus dem französischen Mutterhaus ebenfalls ein kontemplativer Ordenszweig der „Magdalenen“ eingerichtet worden war.